# AŠK Inter Bratislava
L'Asociácia Športivých Klubov Slovnaft Inter Bratislava est un club omnisports slovaque issu la ville de Bratislava.

## Sections
- Athlétisme
- Basket-ball : voir article BK AŠK Inter Bratislava
- Cyclisme
- Football : voir article FK Inter Bratislava
- Handball : voir article Inter Bratislava (handball)
- Volley-ball